# Aizoon rigidum
Aizoon rigidum är en isörtsväxtart som beskrevs av Carl von Linné d.y.. Aizoon rigidum ingår i släktet Aizoon och familjen isörtsväxter. Inga underarter finns listade i Catalogue of Life.